# PMDTA
El PMDTA o pentametildietilentriamina es una compuesto orgánico de fórmula molecular C9H23N3. Químicamente es una poliamina que contiene tres grupos amino terciarios.
Recibe también los nombres de 1,1,4,7,7-pentametildietilentriamina, 2,5,8-trimetil-2,5,8-triazanonano y, en nomenclatura IUPAC, N'-[2-(dimetilamino)etil]-N,N,N'-trimetiletano-1,2-diamina.

## Propiedades físicas y químicas
A temperatura ambiente, el PMDTA es un líquido incoloro con el característico olor de las aminas. Tiene su punto de ebullición a 199 °C, mientras que su punto de fusión es de -20 °C.
Es menos denso que el agua (ρ = 0,830 g/cm³) y soluble en ella. El valor del logaritmo de su coeficiente de reparto, logP = 0,54, indica que su solubilidad en disolventes hidrófobos —como el 1-octanol— es algo mayor que en disolventes hidrófilos.
En cuanto a reactividad, esta poliamina es incompatible con ácidos fuertes así como con oxidantes fuertes.

## Síntesis
El PMDTA se prepara a partir de la dietilentriamina por una reacción de Eschweiler-Clarke, que involucra formaldehído y ácido fórmico:
[H2N(CH2)2]2NH  +  5 CH2O  +  5 HCO2H   → [Me2NCH2CH2]2NMe +  5 CO2  +  5 H2O

## Usos
El PMDTA es muy utilizado en química de coordinación ya que forma ligandos tridentados con sus tres grupos amino, formando dos anillos de quelato de cinco miembros.
En los complejos que forma con metales los tres centros de nitrógeno son coplanares o mutuamente cis.
Por otra parte, el PMDTA permite estabilizar cationes poco habituales. Por ejemplo, el primer derivado catiónico de alano, [H2Al(PMDTA)]+[AlH4]−, fue elaborado tratando H3AlNMe3 con PMDTA.

### Uso con compuestos de organolitio
El PMDTA —al igual que la diamina TMEDA— tiene una importante aplicación junto a los reactivos de organolitio; éstos son reactivos importantes en la síntesis orgánica que se utilizan para transferir un grupo orgánico a los sustratos en las distintas etapas de síntesis, a través de adición nucleófila o de desprotonación sencilla.
En este sentido, el PMDTA se emplea para modificar la reactividad de estos compuestos de litio, que se desagregan en presencia de bases de Lewis, potenciando su solubilidad y su reactividad.
Como ejemplo ilustrativo de lo anterior, cabe citar el complejo trinuclear [{PhN(H)Li}3·2PMDTA], donde los centros de litio, aproximadamente colineales, están tri-, tetra- o pentacoordinados. El átomo central de litio tricoordinado no está unido al PMDTA. Por su parte, uno de los centros de Li terminales es pseudo-tetraédrico en una esfera de coordinación N4, mientras que el otro litio terminal está pentacoordenado, encontrándose unido a dos centros de nitrógeno de la anilina así como al PMDTA.

## Precauciones
El PMDTA es una sustancia combustible que tiene su punto de inflamabilidad a 72 °C. Es un producto tóxico por ingestión o contacto, pudiendo ocasionar quemaduras en la piel y lesiones en los ojos.